# La Barbosa
La Barbosa är en ort i Mexiko.   Den ligger i kommunen Tierra Blanca och delstaten Guanajuato, i den centrala delen av landet, 220 km nordväst om huvudstaden Mexico City. La Barbosa ligger 2 007 meter över havet och antalet invånare är 158.
Terrängen runt La Barbosa är huvudsakligen kuperad, men åt sydväst är den platt. Terrängen runt La Barbosa sluttar österut. Runt La Barbosa är det ganska glesbefolkat, med 34 invånare per kvadratkilometer. Närmaste större samhälle är San José Iturbide, 19,4 km sydväst om La Barbosa. Trakten runt La Barbosa består i huvudsak av gräsmarker.